# Refuge faunique national Ten Thousand Islands
Le Ten Thousand Islands National Wildlife Refuge (en français, Refuge faunique national des Dix Mille Iles) est situé dans le sud-ouest de la Floride, dans le comté de Collier, entre Marco Island et Everglades City. Le refuge a été créé en 1996 et couvre 141 km² au nord de l'archipel des Dix Mille Îles, la partie sud appartenant au parc national des Everglades. Le refuge comprend à la fois de l'eau douce et de l'eau salée et protège une vaste zone de forêt de mangrove.
Les activités comprennent la pêche, la chasse, l'observation des oiseaux, le kayak et le camping.
Le refuge abrite une grande variété de plantes et d'animaux. Il y a environ 200 espèces de poissons, 189 espèces d'oiseaux et d'innombrables espèces végétales .

## Écologie
| Mangroves | |
|           | Rhizophora mangle Mangrove rouge La mangrove rouge est l'espèce dominante de mangrove en Floride. |
|           | Avicennia germinans Mangrove noire La mangrove noire est assez similaire à la mangrove rouge car elle apprécie les mêmes endroits humides. |
|           | Laguncularia racemosa Mangrove blanche Contrairement aux mangroves rouge et noire, la mangrove blanche se développe sur les terrains plus élevés et plus secs. Ses feuilles sont différentes des autres mangroves et sont plus arrondies et plus épaisses. |

| Herbes | |
| ------ | --- |
|        | Spartina alterniflora Cordgrass Elles sont le plus souvent trouvées dans les marais et sont invasives. Une trop grande abondance de ce type d'herbes tend à réduire les zones boueuses servant de nourriture aux oiseaux côtiers. |
|        | Uniola paniculata Avoine de mer Habituellement trouvées sur les dunes de sable et très tolérantes avec les salins, contrairement à la plupart des plantes.                                                                        |

| Plantes exotiques | |
| ----------------- | --- |
|                   | Schinus terebinthifolius Poivrier brésilien Peut atteindre 12 mètres de hauteur avec les branches. A été introduit aux Etats-Unis en 1898 par un planteur. Le poivrier brésilien a depuis occupé des dizaines d'hectares dans le sud de la Floride et est en rapide croissance.            |
|                   | Melaleuca quinuenervia Niaouli Le Melaleuca ou Niaouli est une espèce exotique envahissante, en train de devenir l'un des plus dominants des arbres invasifs du sud de la Floride. Ils sont dangereux pour l'écosystème qu'ils perturbent car ils assèchent des zones normalement humides. |

| Oiseaux côtiers | |
| --------------- | --- |
|                 | Sternula antillarum Petite Sterne Elle est la plus petite des sternes d'Amérique et est trouvée près des côtes sableuses du sud des Etats-Unis. Elle se nourrit des petits poissons.            |
|                 | Rynchops niger Bec-en-ciseaux noir Ils doivent leur nom à la forme de leur bec qui leur permet d'attraper des poissons sous l'eau. Ils sont trouvés en colonies denses sur les plages de sable. |

| Mammifères | |
| ---------- | --- |
|            | Procyon lotor Raton laveur Les ratons laveurs sont la principale cause du déclin de la tortue caouanne.                                              |
|            | Lontra canadensis Loutre de rivière On les trouve dans les rivières, marais et marécages. Elles mangent des poissons, des amphibiens et des tortues. |
|            | Tursiops truncatus Grand dauphin Le grand dauphin est l'espèce la plus courante de dauphins. Ils vivent dans les eaux côtières.                      |

| Reptiles | |
| -------- | --- |
|          | Anolis sagrei Anolis brun L'anolis brun est une espèce invasive qui atteint parfois une très haute densité de population.                                       |
|          | Anolis carolinensis Anolis de la Caroline ou anolis vert Les anolis verts consomment des insectes, araignées et autres invertébrés. Ils vivent dans les arbres. |

| Poissons | |
| -------- | --- |
|          | Megalops atlanticus Tarpon de l'Atlantique Le tarpon est trouvé dans les baies côtières, les estuaires et la mangrove. Ils se nourrissent de nombreux animaux, de divers poissons et de crabes.                                 |
|          | Centropomus undecimalis Brochet de mer Le brochet de mer habite les mangroves. Est aussi appelé Snook en anglais. |
|          | Sciaenops ocellatus Poisson tambour Il est nommé ainsi d'après le son qu'il produit pendant la période du frai. Lorsqu'ils sont jeunes, ils restent dans les rivières avant d'aller dans les zones côtières puis la pleine mer. |
|          | Cynoscion nebulosus Truite de mer tachetée Elle vit dans les lits d'herbes sous la mer près des côtes. |

| Espèces menacées ou en danger | |
| ----------------------------- | --- |
|                               | Trichechus manatus Lamantin des Caraïbes Le lamantin des Caraïbes est considéré comme une espèce en danger depuis 1967. Ils migrent saisonnièrement avec les changements de températures.                                           |
|                               | Haliaeetus leucocephalus Pygargue à tête blanche Le pygargue à tête blanche est l'emblème des Etats-Unis depuis 1782. Il se nourrit de poissons ou d'oiseaux et peut être trouvé près des rivières, lacs, marais et zones côtières. |
|                               | Caretta caretta Tortue caouanne Elle est considérée comme menacée, avec une population réduite par rapport à ce qu'elle était autrefois.                                                                                            |